# زبان باز
زبانِ باز: پژوهشی درباره‌ی زبان و مدرنیّت کتابی است نوشته داریوش آشوری، در ۱۱۲ صفحه که در سال ۱۳۸۷ از سوی نشر مرکز منتشر شده‌است.این کتاب در مدتی کوتاه به چاپ‌های بعدی رسید و باعث به وجود آمدن بحث‌هایی بین زبانشناسان ایرانی شد. در میزگردی در شهرکتاب این کتاب مورد نقد کسانی چون علی‌محمد حق‌شناس، علی صلح‌جو و کامران فانی قرار گرفت. داریوش آشوری با انتشار مقاله‌ای در روزنامه اعتماد ملی به این انتقادها پاسخ داد.
در دی‌ماه ۱۳۹۶ آشوری خبر از ویراست دوم کتاب با حجم دوبرابری نسبت به ویراست اول داد.

## موضوع
در این کتاب داریوش آشوری به رابطه زبان و مدرنیت می‌پردازد و با ساختن مفهوم زبان باز به قیاس جامعه باز، این مفهوم را می‌کاود. بر اساس این کتاب، همان‌گونه که جامعه مدرن جامعه‌ای باز است، زبان مدرن هم زبانی باز است و جامعه باز به زبان باز نیاز دارد. این کتاب به تشریح چگونگی رشد زبان‌های مدرن (مانند انگلیسی و فرانسه) از دل زبان‌های طبیعی و و بومی می‌پردازد. در ادامه نتیجه گرفته می‌شود که همان‌گونه که جامعه ایرانی در تمام جنبه‌ها در دوران گذر و بحران است، زبان فارسی نیز (مانند تمام زبان‌هایی که امکان ماندگاری دارند) در بحران قرار دارد. در این کتاب با نگاهی تاریخی، تلاش‌هایی که برای همسازی زبان فارسی با مدرنیت در سه دوره تاریخی ایران (پهلوی اول، پهلوی دوم و جمهوری اسلامی) صورت گرفته‌است، بررسی می‌شود. آشوری معتقد است که زبان فارسی تا حدودی خود را با زندگی مدرن سازگار کرده‌است، اما کماکان بازتاب‌دهنده آشوب‌های ذهنی جامعه ایران در برخورد با مدرنیت است.

## پشت جلد
در پشت جلد کتاب آمده‌است:
«این رساله دست‌آوردِ کار پژوهشی من دربارهٔ زبان فارسی در برخورد با جهان مدرن در دوران چهل‌ساله است. مشکل زبانی ما در برخورد با جهان مدرن و خواسته‌های زبانی آن دو وجه از اندیشیدن و پژوهیدن را می‌طلبد: یکی، دربارهٔ رابطهٔ جهان مدرن با زبان‌های قلمرو خود، و دیگر، وضع زبان فارسی در رویارویی با چالش مدرنیّت.»
در این کتاب مباحثی هم‌چون زبان گفتار و زبان نوشتار، خودسرانگی زبان طبیعی، تاریخ پیدایش زبان‌های مدرن، بستر زبانی مدرنیت، کارکرد زبانمایهٔ علمی، تکنیک‌های واژه‌سازی مکانیکی، رویارویی زبان فارسی و مدرنیّت بررسی می‌شود.